# Greg Growden
Greg Growden (1960 - 14 de noviembre de 2020) fue un periodista, autor y biógrafo deportivo australiano.

## Biografía
Growden creció en la granja de arroz de su familia en Riverina. Se unió al Sydney Morning Herald a principios de 1978, poco después de dejar la escuela. Fue corresponsal en jefe de la unión de rugby para el periódico de 1987 a 2012, y fue corresponsal de la unión de rugby australiana para ESPN de 2012 a 2018. Es uno de los dos escritores internacionales de rugby que cubrieron las primeras ocho Copas del Mundo.
Falleció de cáncer el 14 de noviembre de 2020, a los 60 años.

## Libros
- ¡La Copa del Mundo de los Wallabies ! (1991, con Spiro Zavos, Simon Poidevin y Evan Whitton )
- Un genio rebelde: La historia de Fleetwood-Smith (1991)
- Con los Wallabies (1995)
- Oro, barro y agallas: el increíble Tom Richards - Futbolista, héroe de guerra, olímpico (2001)
- Rugby Union for Dummies (2003, 2011)
- La historia de Snowy Baker (2003)
- Mi héroe deportivo (2004, editor)
- ¡No es solo un maldito juego! Historias intemporales de Rugby Union (2007)
- Jack Fingleton : El hombre que defendió a Bradman (2008)
- Inside the Wallabies: The Real Story - The Players, the Politics, the Games from 1908 to Today (2010)
- Más importante que la vida o la muerte: lo mejor del deporte australiano (2013, coeditor con Peter FitzSimons )
- Wallaby Warrior: The World War I War Diaries de Tom Richards, el único león británico de Australia (2013, editor)
- Lanzado por una bala: La trágica vida de Claude Tozer (2015)
- The Wrong 'Un: The Brad Hogg Story (2016, con Brad Hogg )
- Los Wallabies en guerra (2018)
- Mayor Thomas : El abogado de Bush que defendió al Breaker Morant y se enfrentó al Imperio Británico (2019)
- Jugadores de críquet en guerra (2019)